# Poinsot (cratère)
Pour les articles homonymes, voir Poinsot.
Poinsot est un cratère d'impact lunaire situé au sud-est de la face cachée de la Lune. Il se trouve au nord des cratères Rozhdestvenskiy et Heymans. Ce cratère a été fortement érodé par les impacts ultérieurs, laissant un bord voûté externe qui est presque au même niveau avec le terrain environnant et une surface intérieure qui descend vers le sol sans terrasse. Un certain nombre de petits craterlets se trouvent le long du bord du contour et des parois intérieures ainsi que sur la surface intérieure. Le sol n'a pas de pic central. 
En 1970, l'union astronomique internationale a donné le nom du mathématicien français Louis Poinsot à ce cratère lunaire.

## Cratères satellites
Les cratères dit satellites sont de petits cratères situés à proximité du cratère principal, ils sont nommés du même nom mais accompagnés d'une lettre majuscule complémentaire (même si la formation de ces cratères est indépendante de la formation du cratère principal). Par convention ces caractéristiques sont indiquées sur les cartes lunaires en plaçant la lettre sur le point le plus proche du cratère principal. Liste des cratères satellites de Poinsot : 
| Poinsot | Latitude | Longitude | Diamètre |
| ------- | -------- | --------- | -------- |
| E       | 80,2° N  | 129,8° W  | 25 km    |
| K       | 77,6° N  | 141,3° W  | 16 km    |
| P       | 77,2° N  | 149,7° W  | 27 km    |